# Szegedi katicabogár

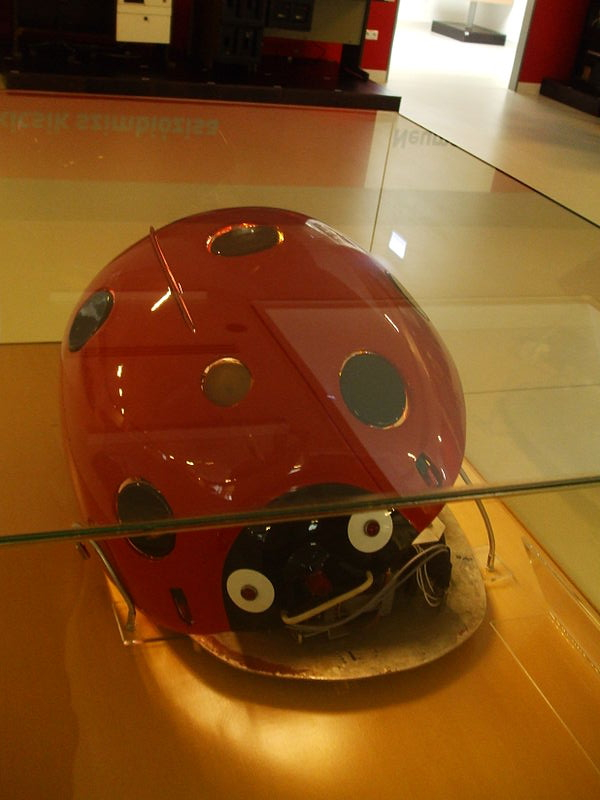
A szegedi katicabogár eredeti példánya

Az eredeti szegedi Katicabogár (nyitott állapotban, a szegedi Informatika Történeti Kiállítás gyűjteményében)

A szegedi katicabogár egy egyszerű robot, az első magyar kibernetikus állat. 1956–57-ben Muszka Dániel tervezte és építette Király József pszichológus ötletéből kiindulva, hogy a pavlovi feltételes reflexet modellezze.

## Felépítése
A katica 60 cm hosszú, 40 cm széles, 25 cm magas.
A katica első szerkezete elektroncsövekből, germániumdiódákból, fotocellákból, jelfogókból, elektromotorokból és mikrofonból áll, az áramot hálózati kábelen keresztül kapja. A katica három kerék segítségével mozog.

## Működése
A katica elején három darab érzékelő található: ha a középsőbe világítunk, akkor előre mozog, ha a bal oldaliba, akkor balra fordul, ha a jobb oldaliba, akkor jobbra fordul.
A katica hangra is reagál, ekkor a szemei elkezdenek világítani.
A katicát be lehet tanítani arra, hogy ne csak fényre, hanem hangra is mozogjon. Ezt úgy lehet elérni, hogy a két ingert (a fényt és a hangot) egyszerre adjuk neki. A katica egy idő után elfelejti, hogy hangra is mozogjon.
Amennyiben a katica hét pettye közül valamelyiket megnyomjuk, akkor a katica elkezd sivítani, és nem reagál sem fényre, sem hangra. Ugyanez történik, amennyiben a katica elején található orr-érzékelő nekiütközik valaminek. A katica egy idő után „megnyugszik” és újra reagál fényre és hangra is, valamint újra be lehet tanítani arra, hogy hangra is mozogjon.

## Érdekességek
2010-ben Muszka Dániel készített két másolatot, melyek már akkumulátorról működnek, és félvezetőkből (integrált áramkörök, tranzisztorok) és relékből épül fel. Az egyik másolati példány Budapesten a Magyar Műszaki és Közlekedési Múzeum Műszaki Tanulmánytárában. A másik, illetve az eredeti példány Szegeden az Informatikatörténeti Kiállításon található, utóbbi még a mai napig működőképes állapotban van.
2011-ben Muszka Dániel kivitte az egyik másolatot londoni Science Museumban tartott néhány napos RobotvilleEU robotikai kiállításra.